# 埃玛·韦伯
埃玛·韦伯（英語：Emma Weber，2000年10月10日—），美国女子游泳运动员，2023年泛美运动会女子4×100米混合泳接力银牌得主、2024年夏季奥林匹克运动会女子4×100米混合泳接力金牌得主。